# 4Motion
4Motion je registrovaná ochranná známka společnosti Volkswagen AG, která se výhradně používá ve vozech značky Volkswagen používající systém pohonu všech kol (4WD). Volkswagen předtím používal pro své 4WD modely termín „Syncro“.
Z jiných značek společnosti Volkswagen Group se pro označení systému 4WD automobilů Audi používá označení „Quattro“. Sesterská společnost Škoda Auto používá jednoduché označení „4x4“ za názvem modelu, zatímco SEAT používá k označení  „4Drive“.
Žádná z výše uvedených ochranných známek není specifická pro konkrétní 4WD systém nebo použitou technologii. Obecně platí, že Volkswagen u modelů s motory uloženými příčně používá Haldex spojku. Pro modely s podélně uloženými motory se používá systém založený na diferenciálu Torsen.